# チップとデールのパークライフ
チップとデールのパークライフ（英: Chip 'n' Dale: Park Life）は、チップとデールを題材にしたフランス・アメリカのストリーミング・アニメーションシリーズである。2021年7月28日にDisney+で配信されたこのシリーズは、ウォルト・ディズニー・カンパニー・フランスとシーラムが共同で制作したもの。日本では同年8月6日に配信が開始された。

## ストーリー
広々とした大都会の公園。そこではチップとデールというシマリスが、大好物のどんぐりの実を探し求めたり、イタズラしたりといつも元気に走り回っていた。彼らの日常は平穏なんて気にもせず、とにかくドタバタと賑やかでハプニングの連続ばかり。どんぐりを手に入れるのだって大変で、ときには大騒動が起きてしまうこともある。プルートやドナルドなどいろいろな存在と触れ合いながら、チップとデールは今日も都会の公園で好きなようにパークライフを満喫する。

## キャスト
- チップ: マシュー・ゲッツィ
- デール: ケイシー・チェイス
- クラリス、フィフィ・ザ・ペケ、プルートの子犬: シンディ・リー・デロン
- プルート: ビル・ファーマー
- ドナルドダック: シルヴァン・カルーソ
- ビーグル・ボーイズ（英語版）、ブッチ・ザ・ブルドッグ: デイビット・ガスマン（英語版）

## 各話リスト
| 通算 話数 | タイトル                                                                | 脚本                                                                                             | 絵コンテ                                                                     | 公開日         | 製作 番号 |
| --------- | ----------------------------------------------------------------------- | ------------------------------------------------------------------------------------------------ | ---------------------------------------------------------------------------- | -------------- | --------- |
| 1         | "木の実泥棒""赤ちゃんならおまかせ""いつも一緒"                          | フレデリック・マーティンレオ・ベオカードバルジット・ライ、ジャン・ケイヨール                     | レア・クスティギョーム・ピカールセドリック・フレモー、ニコラ・ブガード       | 2021年7月28日  | 101       |
| 2         | "完璧な荷物""おっちょこちょい""気になる木の実"                          | ヒューゴ・ギタードバルジット・ライ、フレデリック・マルタンフレデリック・マルタン                 | レア・クスティギョーム・ピカール                                             | 2021年8月4日   | 102       |
| 3         | "危険なジャングル""リスの飛行士""頭を使おう"                            | ヒューゴ・ギタードジュリアン・ディンセヒューゴ・ギタード                                         | ロマン・シスロギョーム・ピカールレア・クスティ                               | 2021年8月11日  | 103       |
| 4         | "断れない提案""ゴキゲンなバケーション""リスとポリス"                    | ジュリアン・ディンセヘンリー・ギフォードバルジット・ライ、ジャン・カイロル                       | ギョーム・ピカールレア・クスティニコラ・ブガード                             | 2021年8月18日  | 104       |
| 5         | "ルームメイト""コーン･アローン""ハグのハイウェイ"                       | バルジット・ライ、ジャン・カイロルファニー・コートイヨーバルジット・ライ、フレデリック・マルタン | セドリック・フレモーギョーム・ピカールセドリック・フレモー、ニコラ・ブガード | 2021年8月25日  | 105       |
| 6         | "The Hazelnut King""Egg Baby""Mega Muscle Chip"                         | ヴィンセント・スーチョンヒューゴ・ギタードヘンリー・ギフォード                                   | ギョーム・ピカールレア・クスティセドリック・フレモー                         | 2021年9月1日   | 106       |
| 7         | "Struggling Duckling""Friends Of The Family""Top Dog"                   | TBA                                                                                              | TBA                                                                          | 2021年9月8日   | 107       |
| 8         | "The Ghost""The Imperfect Crime""Nut Soup"                              | TBA                                                                                              | TBA                                                                          | 2021年9月15日  | 108       |
| 9         | "The Unusual Nutspects""An Evening With Clarice""Craft Craze"           | TBA                                                                                              | TBA                                                                          | 2021年9月22日  | 109       |
| 10        | "Too Late To Hibernate""Sorry Nut Sorry""Never Trust A Sausage"         | TBA                                                                                              | TBA                                                                          | 2021年9月29日  | 110       |
| 11        | "Night of the Pizza Moon""Who's Your Granny?""Summer Sidekick Syndrome" | TBA                                                                                              | TBA                                                                          | 2021年10月6日  | 111       |
| 12        | "Delivery Duck""Dark in the Park""Choppin' Dale"                        | TBA                                                                                              | TBA                                                                          | 2021年10月13日 | 112       |